# كين ماكليود
كين ماكليود (بالإنجليزية: Ken MacLeod)‏ هو لاعب كرة قدم أسترالية أسترالي، ولد في 18 أغسطس 1890 في وارنامبول في أستراليا، وتوفي في 8 أبريل 1940 في HMS Glowworm (H92) ‏ في المملكة المتحدة.

## وصلات خارجية
- كين ماكليود على موقع AustralianFootball.com (الإنجليزية)
- كين ماكليود على موقع AFLtables.com (الإنجليزية)